# Winna-Poświętna
Winna-Poświętna – wieś w Polsce położona w województwie podlaskim, w powiecie wysokomazowieckim, w gminie Ciechanowiec.
| SIMC    | Nazwa          | Rodzaj    |
| ------- | -------------- | --------- |
| 0395932 | Winna-Wydziory | część wsi |

W latach 1975–1998 miejscowość administracyjnie należała do województwa łomżyńskiego.
Z tą wsią był związany był ks. Krzysztof Kluk
Wieś jest siedzibą rzymskokatolickiej parafii św. Doroty.

## Historia
Pierwotnie część szlacheckiej wsi Winna nad rzeczką Winną, obecnie zwaną Kukawką. Powstała przed rokiem 1432 z wydzielenia gruntów plebańskich, tzw. poświętnego. Wtedy też wymieniony właściciel części wsi Jakub Krzyszczek.
Pierwszy kościół fundowany najprawdopodobniej przez rycerzy herbu Trzaska i Cholewa między rokiem 1416 a 1432. W roku 1470 i 1471 wymieniony wikariusz Maciej, w 1480 wikariusz Jan, a w 1481 pleban Maciej.
W wieku XVI parafia wińska była połączona z ciechanowiecką, stąd nazwa ciechanowiecko-wińska.
Kolejny kościół drewniany, zbudowany w roku 1696 przez proboszcza Mamińskiego.
Pod koniec XIX w. wieś należała do gminy Skórzec. Ziemia włościańska liczyła 167, a kościelna 32 {\displaystyle {\tfrac {1}{2}}} dziesięcin powierzchni. W parafii było 3035 wiernych
W roku 1921 Winna Poświątna. We wsi naliczono 15 budynków z przeznaczeniem mieszkalnym i 1. inny zamieszkały oraz 94. mieszkańców: 43. mężczyzn i 51 kobiet. Wszyscy zadeklarowali narodowość polską i wyznanie rzymskokatolickie.

## Współcześnie
Winna-Poświętna tworzy wspólne sołectwo z:
- Winną Starą, która w roku 2011 liczyła 14 mieszkańców
- Winną-Wilki, w roku 2011 20 mieszkańców

## Obiektyzabytkowe
- kościół parafialny pw. św. Doroty
- dzwonnica zbudowana jednocześnie z kościołem, poświęcona w 1717 r.
- na cmentarzu przykościelnym:
  - nagrobki klasycystyczne, m.in. Emilii z Kobylskich Smorczewskiej
  - w ogrodzeniu wmurowane tablice epitafijne z 2 ćw. XIX w., m.in. Katarzyny z Markowskich, Benedykta Czarnockiego, Michała Koca
- na cmentarzu grzebalnym nagrobki piaskowcowe, żeliwne i granitowo-żeliwne z XIX w.[11]